# Høyanger
Høyanger é uma comuna da Noruega, com 907 km² de área e 4 550 habitantes (censo de 2004).         